# Capanna Al Legn
La capanna Al Legn è un rifugio alpino situato nel comune di Brissago, nel Canton Ticino, nelle Alpi Lepontine, a 1.785 m s.l.m. La capanna si affaccia sul lago Maggiore.

## Storia
La capanna fu inaugurata nel 1995.

## Caratteristiche e informazioni
La capanna è disposta su 2 piani; dispone di refettorio unico per un totale di 20 posti. Sono a disposizione piani di cottura sia a legna che a gas, completi di utensili di cucina. I servizi igienici e l'acqua corrente sono all'interno dell'edificio. Il riscaldamento è a legna. L'illuminazione è prodotta da pannelli solari. Ha un'unica mansardata di 12 posti letto.

## Accessi
- Cortaccio 1.067 m - è raggiungibile in auto - Tempo di percorrenza: 1 ora e 45 minuti - Dislivello: 718 metri - Difficoltà: T2
- Mergugno 1.037 m - è raggiungibile in auto - Tempo di percorrenza: 1 ora e 45 minuti - Dislivello: 748 metri - Difficoltà: T2
- Incella 363 m - è raggiungibile sempre anche con l'autobus di linea (linea 8) - Tempo di percorrenza: 4 ore - Dislivello: 1.422 metri - Difficoltà: T2
- Piodina 375 m - è raggiungibile sempre anche con l'autobus di linea (linea 8) - Tempo di percorrenza: 4 ore - Dislivello: 1.410 metri - Difficoltà: T2
- Rasa 898 m - è raggiungibile con la funivia da Verdasio - Tempo di percorrenza: 5 ore e 30 minuti - Dislivello: 887 metri - Difficoltà: T3

## Ascensioni
- Gridone 2.188 m - Tempo di percorrenza: 2 ore - Dislivello: 403 metri - Difficoltà: T3
- Pizzo Leone 1.659 m - Tempo di percorrenza: ? - Dislivello: -126 metri - Difficoltà: T2

## Traversate
- Capanna Alla capanna 5 ore
- Capanna Riposo romantico 5 ore